# Lo studente di Salamanca
Lo studente di Salamanca (in spagnolo El estudiante de Salamanca) è un poema di 1704 versi di José de Espronceda pubblicato per la prima volta in stesura integrale nel 1840, nel volume Poesías; alcuni frammenti del poema erano comunque già comparsi nel 1836 sulla rivista «El Español» e nel 1837 su «Museo Artístico literario». L'opera riunisce diversi motivi: il mito di Don Juan Tenorio, la follia del protagonista, la visione spettrale del proprio funerale, la sfida a Dio, la donna trasformata in uno scheletro: motivi in precedenza trattati anche da altri autori e spesso adattati dalla tradizione popolare. Espronceda introduce diverse nuove funzionalità nell'uso dei versi, usa la miscela di generi, e un personaggio cinico e ribelle. Al momento della sua pubblicazione, il poema ruppe i canoni estetici dell'epoca e fu un'opera d'avanguardia.

## Struttura
La struttura asimmetrica del poema mostra già l'anelito di libertà del poeta romantico.

### Parte I
Si compone di 179 versi. Descrive la notte cupa di Salamanca in cui si distingue la sinistra figura di don Félix de Montemar con la spada sguainata nella calle del Ataúd. Ecco la prima innovazione importante: la scena appartiene cronologicamente all'inizio dell'ultima parte del testo, quando don Félix ha ucciso don Diego ed è sul punto di veder passare la processione per la sua sepoltura, mentre il poeta racconta l'episodio già in apertura di poema, sfidando le rigide regole neoclassiche riguardanti l'unità di tempo. Questa prima parte si conclude con la visione quasi fugace di Elvira, follemente innamorata del cinico don Félix.

### Parte II
Si compone di 254 versi. Ha come asse il personaggio femminile. Con una notevole polimetria, si racconta della tristezza e della malinconia di Elvira (descritta come la tipica donna eterea del romanticismo) e di come lei muoia di follia e di abbandono. La seconda parte termina con la lettera disperata e piena di sentimenti contraddittori che la donna, poco prima di morire, scrive a don Félix, suo amante infedele.

### Parte III
Si compone di 258 versi. Qui si sviluppa il quadro drammatico di alcuni uomini intenti a giocare a carte e a scommettere. Tra i giocatori, anche don Félix, che sarà poi raggiunto e sfidato a duello da don Diego, il fratello di Elvira. Questa parte è suddivisa in scene come in un'opera teatrale, con ingresso e uscita dei personaggi, e ci viene offerto un ritratto costumbrista che mette in evidenza e prepara l'ambiente irreale e fantastico della Parte IV, il centro del conflitto nel poema.

### Parte IV
Si compone di 1000 versi. Con una polimetria molto complessa ed una grande varietà di strofe, il poeta narra il passaggio di don Félix dal mondo dei vivi all'abisso infernale della morte, guidato da suoi stessi vizi, simboleggiati da una donna misteriosa, con il volto coperto. Don Félix segue la donna e cerca di sedurla, ma alla fine la donna si rivelerà essere la morte stessa. In un ritmo concitato di versi, vengono mostrate scene terribili di un orrore soprannaturale. Inoltre, in questa quarta parte, viene presentato il topos romantico della sfida a Dio.

## Metrica e contenuti
Raramente incontriamo, in poesia, un rapporto così intimo tra metrica e contenuto, tra significante e significato, come in Espronceda. Non solo egli utilizza le formule classiche del rapporto tra poesia e tema, ma fornisce anche nuovi modi e nuove risorse che sostengono il contenuto metrico con lo stesso successo. La metrica è la caratteristica fondamentale di quest'opera.
La nota dominante di tutto il poema è nel fatto che la metrica tende ad adattarsi allo svolgersi del tema. La prima parte si apre con un romance ottonario, ideale per la descrizione narrativa, e poi rotto da una serie di rime, a tre ed a quattro sillabe disgiunte, che descrivono le azioni di don Félix, così come si svolgono. Poi una dozzina di versi romance in rima acuta, seguiti da dodecasillabi raggruppati in serventesios. La descrizione di Félix de Montemar è resa in ottonari, mentre per la rappresentazione romantica di Elvira il poeta ha scelto il sublime verso in ottava rima, forse ricordandoci la Fábula de Polifemo y Galatea di Luis de Góngora. L'ultima parte è quella più variabile nella polimetria dei versi. Troviamo i serventini, per l'incontro con la visione mistica, quartine e cinquine per i monologhi di don Félix, versi brevi e in romance per il dinamico percorso della strada, ed il dodecasillabo per la lenta processione funebre.

## Edizioni
- (ES) El estudiante de Salamanca, in Poesías, Madrid, en la Imprenta de Yenes, 1840,  pp. 173-277.
- Lo studente di Salamanca. Leggenda in versi, traduzione di Giuseppe Tallone, Torino, Loescher, 1877, SBN TO00990175.
- José de Espronceda, Lo studente di Salamanca, a cura di Giuseppe Leone, Firenze, Clinamen, 2005, ISBN 88-8410-072-0.